# Lijst van personen geboren in Messina

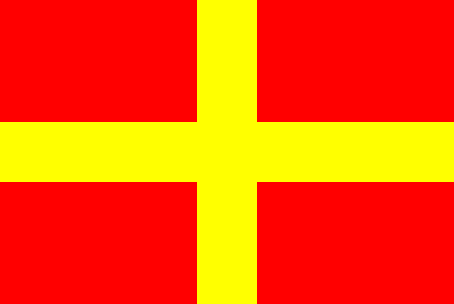
Vlag van de stad Messina

Deze lijst van personen bevat een aantal personen geboren in Messina (stad), een havenstad op Sicilië, Italië.

## Geboren in Messina

### Voor 1800
- Antonello da Messina (1430-1479), kunstschilder (Quattrocento)
- Francesco Maurolico (1494-1575), priester-leraar, abt, wiskundige, ingenieur, fysicus, astronoom, historicus en hoogleraar aan de universiteit van Messina
- Giuseppe Moleti (1531-1588), medicus, wiskundige, astronoom, hoogleraar aan de universiteit van Padua
- Filippo Juvara (1678-1736), barokarchitect
- Tommaso Moncada (1710-1762), edelman, aartsbisschop van Messina, patriarch van Jeruzalem
- Scipione Ardoino Alcontres (1715-1778), territoriaal abt-prelaat van Santa Lucia del Mela, aartsbisschop van Messina
- Gaetano Maria Avarna (1758-1841), edelman, eerste bisschop van Nicosia
- Paolo Maria Mondìo (1795-1857), prelaat van Santa Lucia del Mela, titulair bisschop van Miriofito
- Francesco di Paola Villadicani (1780-1861), kardinaal-aartsbisschop van Messina

### 1800–1899
- Giuseppe Natoli (1815-1867), baron van Scaliti, advocaat, hoogleraar rechtsgeleerdheid, patriot-revolutionair, prefect, minister, volksvertegenwoordiger, senator voor het leven
- Ignazio Papardo del Parco (1817-1874), prelaat van Santa Lucia del Mela, titulair bisschop van Myndos, bisschop van Patti
- Giuseppe Cianciafara (1821-1886), ridder, senator, burgemeester van Messina
- Laura Gonzenbach (1842-1878), Zwitsers schrijfster
- Ernesto Cianciolo (1856-1905), baron, burgemeester van Messina, parlementslid
- Giovanni Noè (1866-1908), socialistische vakbondsleider en parlementslid
- Giovanni Rappazzo (1893-1995), elektrotechnicus, uitvinder geluidsfilm
- Enrico Paresce (1895-1987), hoogleraar rechtsfilosofie, onderstaatssecretaris
- Giacomo Natoli (1846-1896), baron van Scaliti tot Scaletta, burgemeester van Messina

### 1900–1949
- Francesco Saija (1914-1965), afgevaardigde, burgemeester van Messina
- Adolfo Celi (1922-1986), acteur
- Domenico Amoroso (1927-1997), bisschop van Trapani
- Antonio Martino (1942-2022), politicus
- Santi Rapisarda (1945-2005), burgemeester van Riposto, senator
- Francesco Montenegro (1946), geestelijke en kardinaal
- Tullio Lanese (1947-2025), voetbalscheidsrechter

### 1950–1999
- Paolo Borgosano (1956), voetbalscheidsrechter
- Vincenzo Nibali (1984), wielrenner
- Marco Crimi (1990), voetballer